# Samson Occom

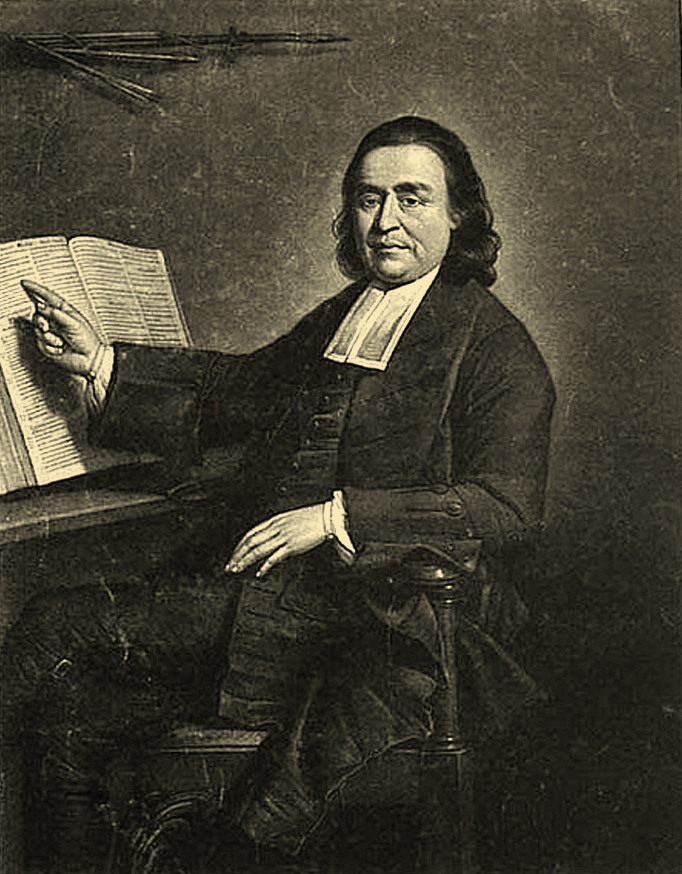
Samson Occom im Alter von 43 Jahren, gemalt von Mason Chamberlin (1766)

Samson Occom (* 1723 bei New London, Connecticut; † 1792 in New Stockbridge, New York; auch Samson Occum) war ein amerikanischer Geistlicher der Presbyterian Church in den Vereinigten Staaten und Stammesangehöriger der Mohegan. Er gilt als der erste Indianer, der Dokumente und Pamphlete in englischer Sprache veröffentlicht hat.

## Frühe Jahre
Samson Occom wurde als Sohn von Joshua Tomachem und seiner Frau Sarah geboren und ist angeblich ein Nachfahre des berühmten Mohegan-Sachems Uncas. In einer autobiografischen Skizze aus dem Jahr 1768 entwarf er ein Bild vom Leben seiner Familie und der Mohegan in seiner Jugendzeit. Englische Missionare hatten sein Interesse für das Christentum geweckt und so begann er 1740 die englische Sprache zu erlernen, um die Bibel lesen zu können. Ein Jahr später konvertierte er zum Christentum und 1743 ging er zu Reverend Eleazar Wheelock nach Lebanon in Connecticut, wo er in dessen Lattin School vier Jahre lang Theologie studierte. 1749 nahm er ein Angebot der Montauk als Schulmeister an und zog nach Long Island. Hier heiratete er Mary Fowler, eine Angehörige der Montauk, die ihm im Laufe der Jahre zehn Kinder gebar. Um seine rasch wachsende Familie ernähren zu können, arbeitete er zusätzlich als Farmer, Fischer, Küfer und Buchbinder. Trotzdem wurde er zeitlebens von Geldsorgen geplagt, denn ihm wurde nie ein Gehalt bezahlt, das ein weißer Geistlicher verdient hätte.

## Pastor und Missionar
Auf Long Island wurde er am 30. August 1759 offiziell zum Pastor ernannt und verbrachte das nächste Jahr als Wanderprediger im südlichen Neuengland. 1761 wurde er Missionar bei den Oneida im Bundesstaat New York. 1764 zog er mit seiner Familie zu den Mohegan und versuchte gemeinsam mit Reverend George Whitefield genügend Mittel zu beschaffen, um Eleazar Wheelock's Indian Charity School (Eleazar Wheelocks Wohltätigkeitsschule für Indianer) einzurichten, aus der das heutige Dartmouth College entstand. Hierbei war Occom besonders erfolgreich und wurde deshalb von Whitefield nach Großbritannien geschickt, um weitere Spenden zu sammeln. Innerhalb von zwei Jahren hielt er über 300 Predigten und brachte auf seiner Rückreise 12.000 Pfund für Wheelocks Projekt mit. Sogar König George III. spendete 200 Pfund.

## In Brothertown und New Stockbridge
In der Folgezeit wirkte er hauptsächlich für die Interessen seines Volkes. Er unterstützte den Plan seines Schwiegersohns Joseph Johnson, die christlichen Indianer aus Neuengland ins nördlich New York umzusiedeln, wo ihnen von den Oneida Land angeboten wurde. Im Jahre 1773 predigte Occum zu seinen Stammesmitgliedern und organisierte sie in sogenannten Brother Towns, die später Brothertown-Indianer genannt wurden. Er konvertierte über 300 seiner Leute, mehr als die Hälfte seines Stammes. Viele von ihnen übernahmen britische Sitten und Kleidung und gaben ihren traditionellen Lebensstil auf. Occum bekehrte auch Angehörige anderer Stämme mit ähnlichem Erfolg und, obwohl die Brothertown bald aus einer Mischung aus Mohegan, Montauk und Mattabesic bestanden, waren die Mohegan bei weitem die größte Gruppe. Durch den Übertritt zum Christentum wurden die Indianer jedoch kaum beliebter in Connecticut und Occum drängte seine Leute, die Einladung der Oneida anzunehmen, bei ihnen im nördlichen Bundesstaat New York zu leben.
Der Amerikanische Unabhängigkeitskrieg (1775–1783) unterbrach zunächst den Umzug und Occum beschrieb seinem Volk die Gefahren des Krieges. Er bemühte sich nach Kräften, seine Stammesmitglieder aus dem Konflikt herauszuhalten.
1784 reiste er durch Neuengland, predigte und sammelte Spenden für den Umzug der Christlichen Indianer nach New York. 1789 brachte er seine eigene Familie nach Brothertown ins nördliche New York und kümmerte sich weiterhin um das Wohlergehen seines Volkes, von denen viele in Streitigkeiten über Landeigentum verwickelt waren. Als er 1792 mit 69 Jahren in New Stockbridge starb, folgten mehr als 300 Indianer seinem Sarg. Er wurde an der Bogusville Road in Deansboro beerdigt, das früher Brothertown hieß.
Sein Traum von einer gesicherten Heimat der Neuengland-Indianer ging nicht in Erfüllung, wie auch alle weiteren Umsiedlungen fehlschlugen. Nach dem Krieg von 1812 mussten die Brothertown und Stockbridge auf Druck der weißen Siedler ihr Land in New York verlassen und nach Wisconsin ins Calumet County umziehen. Einige Brothertown vermischten sich mit den Stockbridge und ihre Nachkommen gehören heute zu den Stockbridge-Indianern, die westlich von Green Bay in Wisconsin leben. Die restlichen Brothertown in Wisconsin wohnen heute am Ostufer des Lake Winnebago, sind aber noch nicht staatlich anerkannt.

## Werke
- A Choice Collection of Hymns and Spiritual Songs (Eine Auswahl von Hymnen und geistlichen Liedern), New London, Connecticut: Press of Thomas und Samual Green, 1774.
- A Sermon Preached at the Execution of Moses Paul (Eine Predigt anläßlich der Hinrichtung von Moses Paul) Gehalten am 2. September 1772 in New Haven für einen Indianer, der am 7. Dezember 1771 den Mord an Mr. Moses Cook begangen hatte. New Haven, Connecticut: Press of Thomas und Samual Green, 1774.
- A Short Narrative of my Life (Ein kurzer Abriss über mein Leben). Eine Anthologie der frühen Prosa von nordamerikanischen Indianern (1768–1931). Berlin: Dietrich Reimer Verlag, 1982. Die 10 Seiten umfassende A Short Narrative of my Life stammt aus dem Dartmouth College Archiv und wurde 1982 erstmals veröffentlicht. Eine weitere Veröffentlichung erfolgte kürzlich in The Norton Anthology of American Literature.
- Journale 1754 und 1786. Nicht veröffentlichte Manuskripte in der Sammlung der New London County Historical Society.
- Herbs and Roots (Kräuter und Wurzeln). Unveröffentlichtes Manuskript in der Sammlung der New London County Historical Society